# 不拗棋
不拗棋（Roll-Ing to Four）是德國人Ingo Althöfer與Thomas Rolle在2003推出的連棋類遊戲。

## 棋具
- 縱4*橫10方格棋盤，共四十個棋位。
- 每方各六枚棋子，以顏色區分敵我。

## 規則
- 初始佈置為各方放三枚己棋於己側底行左邊一、二、三格；另三枚放於第六行右邊一、二、三格。
- 每方流輪動一子至正前、或斜前的空鄰格。
- 先以四枚或以上己棋以縱、橫、或斜方向一線為勝[2]。

## 外部連結
- 遊戲下載